# Lago di Küçükçekmece
Il lago di Küçükçekmece (in turco: Küçükçekmece Gölü) è una laguna situata tra i distretti di Küçükçekmece, Esenyurt e Avcılar della parte europea della provincia di Istanbul, nella Turchia nordoccidentale. Il lago è lambito a sud dalla strada statale D-100 e a nord dall'Otoyol 3, parte della Strada europea E80.

## Posizione e caratteristiche
Situato a 15 km ad ovest del centro di Istanbul, il lago si formò in acque poco profonde quando un banco di sabbia causò la sua separazione dal Mar di Marmara. Uno stretto canale a est interrompe questo banco di sabbia e funge da sbocco per scaricare l'acqua in eccesso del lago nel Mar di Marmara. Tuttavia, in situazioni in cui il mare è agitato o il livello dell'acqua del lago diventa troppo basso a causa della siccità, l'acqua del mare può penetrare nel lago, rendendo l'acqua del lago salmastra. Il lago è alimentato a nord dai torrenti Nakkaş, Sazlıdere ed Eşkinoz. Il bacino lacustre ha una lunghezza di 10 km in direzione nord-sud e una larghezza massima di 6 km. La superficie del lago è di 16 km2 e la sua profondità massima è di 20 m.

Il lago è significativamente inquinato a causa della rapida urbanizzazione e delle attività di industrializzazione sviluppatesi nell'area circostante dall'inizio del millennio. La sua acqua non è attualmente conforme agli standard di acqua potabile sicura.
La fauna osservata nel bacino del lago è costituita dal marangone minore (Microcarbo pygmeus), dal cormorano comune (Phalacrocorax carbo) e da uccelli acquatici del gruppo A4iii.

## Il sito archeologico

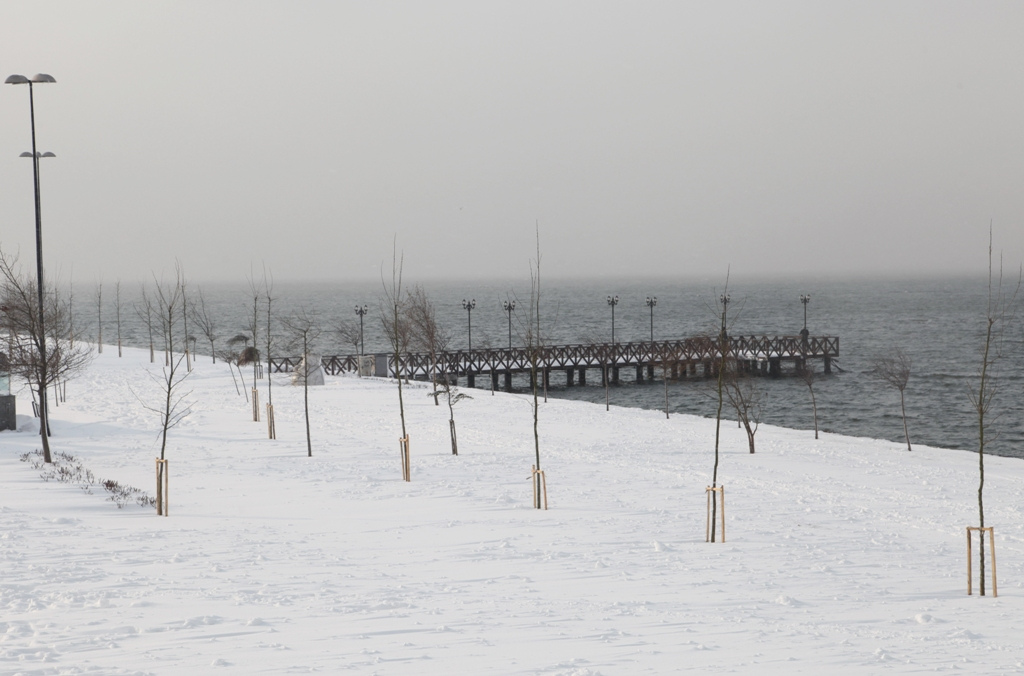
Panorama del lago in inverno

All'interno del bacino lacustre è stato portato alla luce l'antico insediamento di Bathonea, che si stima abbia circa 1600 anni. I reperti archeologici estratti da e intorno al lago fanno luce sulla cronologia storica di Istanbul.
I reperti comprendono strumenti in pietra che indicano prime attività agricole, ceramiche risalenti al periodo neolitico e dell'età del ferro (8.000 - 1.000 a.C.), frammenti di anfora del periodo ellenistico (IV secolo a.C.), resti di mura lungo la riva del lago, capitelli di colonne, e strutture del periodo romano.
Sono state scoperte anche 440 piccole ampolle di terracotta di dimensioni di 10–20 mm contenenti materiale fossile simile al catrame. Ancore di navi sono state trovate nel lago e lungo la riva del lago. Nel 2011 è stata scoperta una cisterna larga 14 m e profonda 7 m che potrebbe estendersi sino a 120 m. Essa fu costruita con mattoni recanti i bolli dell'imperatore Costantino e di un importante religioso coevo. Nel 2012 sono stati scoperti due tunnel sotterranei scavati per il trasporto dell'acqua i quali successivamente sono stati esplorati da speleologi. I tunnel furono costruiti in parte durante il periodo romano e il periodo tardo romano. Uno dei due tunnel è collegato alla cisterna, mentre l'altro conduce a una fontana ancora in uso oggi. In certi punti all'interno del tunnel ci sono pozzi d'accesso. Strutture dell'antico insediamento, come un faro, un porto e un molo fanno pensare alla esistenza nel passato di una città portuale.
Dalle osservazioni di vedute aeree è stata rilevata la traccia di strade preesistenti disposte a scacchiera.
Secondo i risultati degli scavi e degli esami effettuati tra il 2007 e il 2009, Bathonea fu distrutta da un terremoto di grande potenza, dopo di che venne abbandonata.
Uno studio antropologico forense su un cranio umano ritrovato in una delle 70 tombe antiche di Bathonea ha rivelato che migliaia di anni fa in quel sito venne effettuato un tentativo di intervento neurochirurgico.

## Il festival degli sport acquatici Uniçek

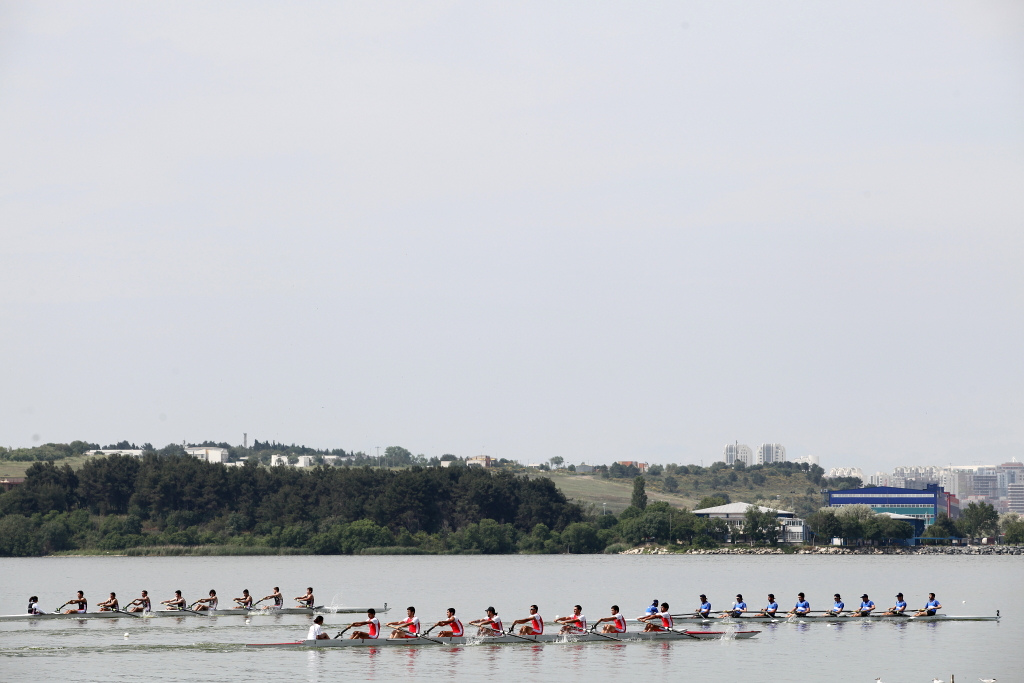
Il festival degli sport acquatici Uniçek

Dal 2012, il comune di Küçükçekmece ospita "Uniçek", un festival annuale di sport acquatici per studenti universitari. Alcuni degli sport del festival 2015 sono stati il canottaggio, la corsa dei dragoni moderna e la canoa velocità in acqua ferma, in cui hanno gareggiato circa 800 sportivi di 18 diverse università, 7 club di canoa e 40 aziende. Inoltre, si sono tenuti anche esibizioni di wakeboard, sci nautico, moto d'acqua e parapendio a motore.
Dal 1999, la divisione di canottaggio del liceo Galatasaray con le sue 120 barche da regata ha sede nel quartiere di Kanarya che si affaccia sul lago.